# Schleitheim
Schleitheim es una comuna suiza del cantón de Schaffhausen. Limita al norte con la comuna de Blumberg (DE-BW), al este con Beggingen y Schaffhausen, al sureste con Siblingen, al sur con Gächlingen y Oberhallau, y al oeste con Stühlingen (DE-BW).